# Douglas Loverro

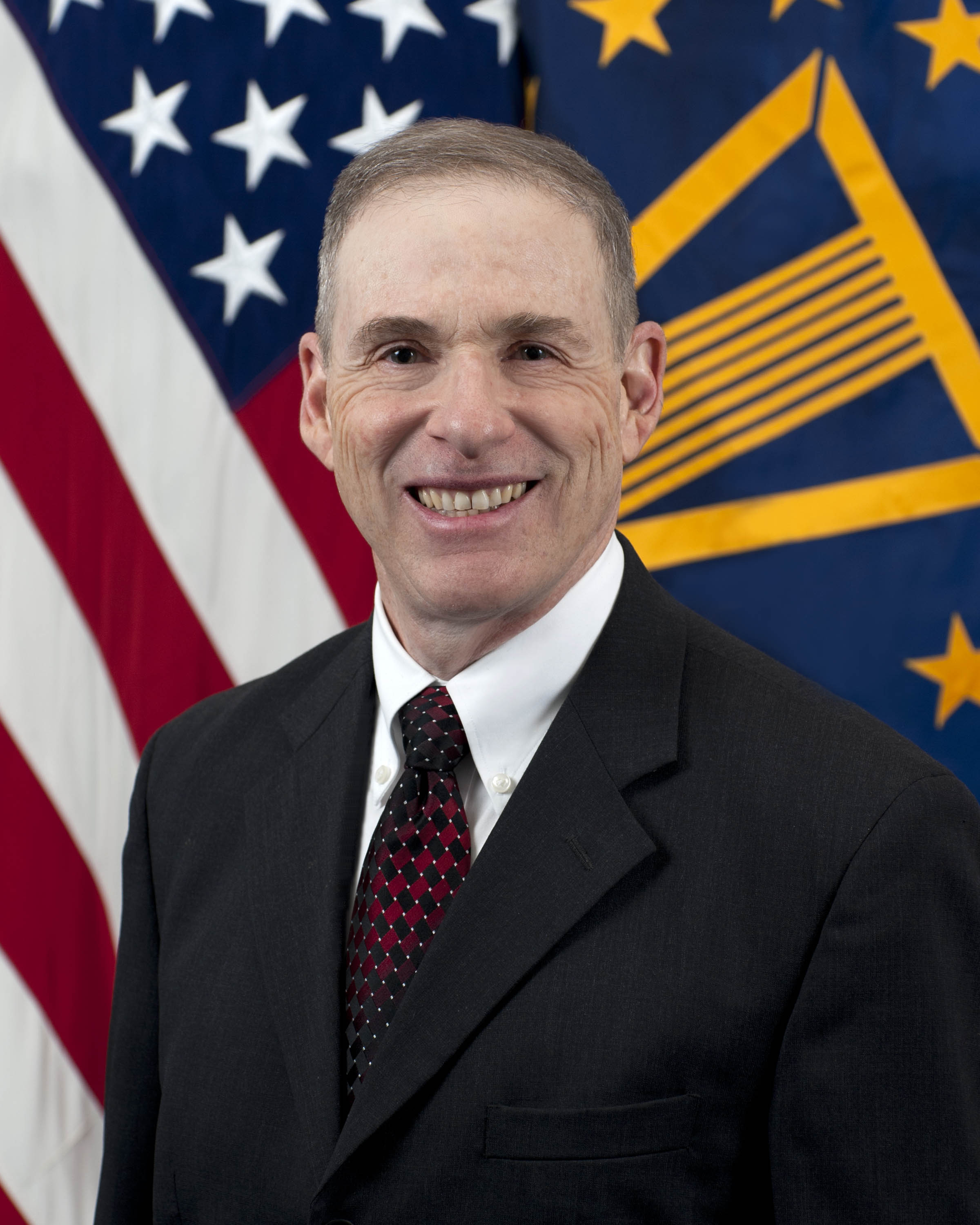
Douglas L. Loverro, 11. März 2013, Porträt von Monica A. King

Douglas „Doug“ Lee Loverro (* 1954) ist ein ehemaliger US-amerikanischer Raumfahrtfunktionär. Er leitete verschiedene militärische und zivile Raumfahrtprogramme.

## Werdegang
Loverro erwarb Abschlüsse als Bachelor der Chemie an der United States Air Force Academy (1976), als Master der Physik an der University of New Mexico (1987), als Master der Politikwissenschaft an der Auburn University (1989) und als Master an der University of West Florida (1980). Er war Absolvent des Air Command and Staff College und der Squadron Officer School der Luftwaffe,
und war der beste Absolvent des DoD Industrial College of the Armed Forces der JFK School of Government Senior Executives im nationalen und internationalen Sicherheitsprogramm.
Von 1997 bis 1999 war er Programmdirektor Advanced Systems, Space and Missile Systems Center.
Von 1999 bis 2002 war er Programmdirektor, Global Positioning System, Space and Missile Systems Center.
Von 2002 bis 2006 war er Programmdirektor, Future Imagery Systems beim National Reconnaissance Office.
Von 2006 bis 2007 Stellvertretender Direktor für Systemtechnik beim National Reconnaissance Office.
Von 2007 bis 2013 war er Geschäftsführer des Space and Missile Systems Center
und stellvertretender Programmleiter für den Weltraum.
Von 2013 bis 2017 war er in leiternder Funktion im Bereich Raumfahrtpolitik beim Verteidigungsministerium der Vereinigten Staaten beschäftigt (Deputy Assistant Secretary of Defense for Space Policy).
2017 wurde er in den Ruhestand versetzt und wurde Geschäftsführer der Loverro Consulting, LLC.
Im Dienst leitete er mehrere Programme innerhalb des Verteidigungsministeriums und der NRO, darunter das GPS-Programm des AF.
NROs Future Imagery Program und alle AF Space Control-Programme.
Von Dezember 2019 bis Mai 2020 war Loverro Leiter des Bereichs für bemannte Raumfahrt der NASA. In dieser Funktion war er unter anderem für den US-amerikanischen Teil der Internationalen Raumstation, für das Commercial Crew Program und für das Artemis-Programm verantwortlich. Mit seinem Rücktritt von diesem Amt zog er die Konsequenz aus einem Fehler, der ihm während des Auftragsvergabeverfahrens für die Artemis-Mondlandefähren unterlaufen war.

## Auszeichnungen
- Medaille des Verteidigungsministers für Hervorragender öffentlicher Dienst
- der Lifetime Achievement Award der Federation of Galaxy Explorers
- der Stellar Award der Society of Satellite Professional Engineers
- AFCEA Benjamin Oliver Goldmedaille für Ingenieurwesen.

## Privates
Loverro ist mit Stephanie Loverro verheiratet; das Paar hat zwei Kinder.